# گیرنده خانواده فاکتور رشد تغییردهنده بتا
گیرنده‌های خانواده فاکتور رشد تغییردهنده بتا (انگلیسی: TGFβ superfamily receptors) یک خانواده از پروتئین‌های گیرنده‌ای سرین/ترئونین کیناز هستند که به اعضای خانوادهٔ فاکتورهای رشد TGFβ و سیتوکین‌های نشانه‌گذاری یاخته متصل می‌شوند.

## انواع
گیرنده‌های خانواده فاکتور رشد تغییردهنده بتا، به انواع زیر تقسیم‌بندی می شوند:

### نوع ۱
- ALK1 (ACVRL1)
- ALK2  (ACVR1A)
- ALK3  (BMPR1A)
- ALK4  (ACVR1B)
- ALK5  (TGFβR1)
- ALK6  (BMPR1B)
- ALK7  (ACVR1C)

### نوع ۲
- TGFβR2
- BMPR2
- ACVR2A
- ACVR2B
- AMHR2  (AMHR)

### نوع ۳
- TGFβR3 (β-glycan)